# Zero d'Akutan
Pour les articles homonymes, voir Akutan.
Vous lisez un « bon article » labellisé en 2011.

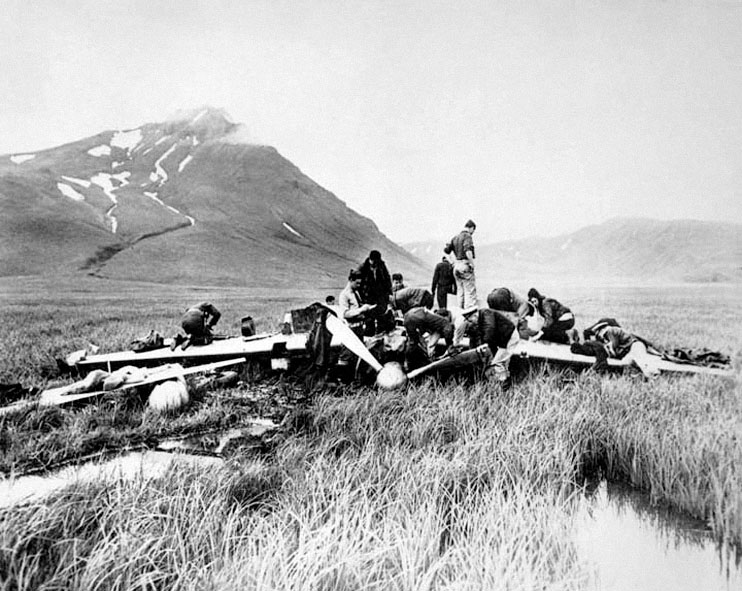
Le Zero d'Akutan inspecté par des militaires sur l'île Akutan le 11 juillet 1942.

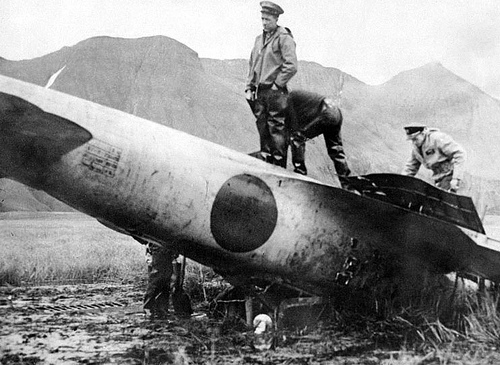
Militaires américains sur le Zero d'Akutan.

Le Zero d'Akutan (Akutan Zero, Koga's Zero ou Aleutian Zero) est un avion de chasse Mitsubishi A6M dit « Zero » (type 0 modèle 21) japonais qui s'est écrasé sur l'île Akutan pendant la Seconde Guerre mondiale. Tadayoshi Koga, le pilote, est mort dans l'accident.
Capturé quasiment intact par les Américains en juillet 1942, l'appareil est réparé et devient le premier Zero en état de fonctionner acquis par les États-Unis pendant la guerre,. Les tests en vol de l'avion, réalisés par des pilotes d'essai, fournissent des renseignements précieux : les stratèges américains sont ainsi en mesure d'élaborer des tactiques pour déjouer les attaques du Zero, alors avion de chasse principal de la marine impériale japonaise, et ce jusqu'à la fin de la guerre.
Le Zero d'Akutan est une prise de guerre inestimable pour les États-Unis, et probablement « l'une des plus grandes prises des campagnes du Pacifique ». L'historien japonais Masatake Okumiya a ainsi affirmé que la chute de ce Zero aux mains des Américains avait été aussi grave que la « défaite du Japon lors de la bataille de Midway », et qu'elle « a beaucoup fait pour accélérer la défaite finale [du Japon] ».
Le Zero d'Akutan fut détruit dans un accident en 1945, mais certaines de ses pièces sont conservées dans des musées aux États-Unis.

## Mitsubishi A6M «Zero»
La seconde guerre sino-japonaise commence en 1937. Les attaques menées par des avions de combat chinois contre les bombardiers japonais incitent les Japonais à développer le concept de chasseurs d'escorte. Néanmoins, l'aéronef Mitsubishi A5M « Claude », utilisé pour escorter les bombardiers, a une distance franchissable limitée, ce qui oblige les militaires japonais à commander un nouvel avion : le Mitsubishi A6M « Zero », un avion de chasse à longue distance franchissable et capable d'évoluer depuis un porte-avions.

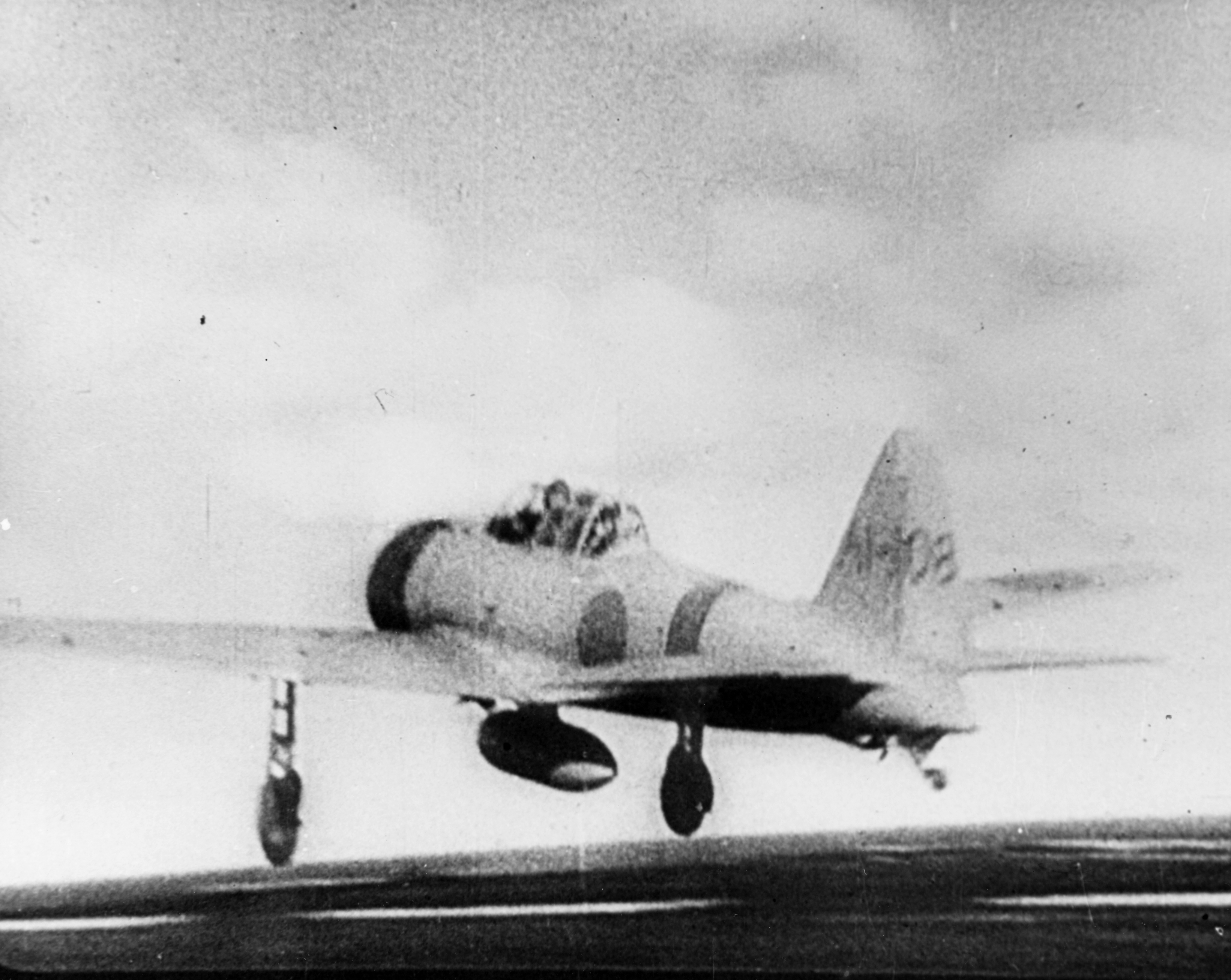
Un Mitsubishi A6M2 Zero modèle 21 décolle du porte-avions Akagi pour attaquer Pearl Harbor.

Le premier vol du Zero a lieu en 1939. Cet avion de combat est remarquablement agile et léger ; sa maniabilité et sa distance franchissable surclassent les autres avions de l'époque. Il est supérieur à tous les chasseurs alliés qu'il rencontre pendant les deux premières années de la guerre. Pour atteindre ce résultat, les ingénieurs japonais ont dû rogner sur la solidité de la structure du Zero, considérablement allégée ; l'appareil ne comporte en outre aucun blindage et ses réservoirs ne sont pas auto-obturants. Selon l'auteur américain Jim Rearden, « Pendant toute la Seconde Guerre mondiale, le Zero fut sûrement le chasseur le plus facile à abattre lorsqu'il était touché […] Les Japonais […] n'étaient pas prêts ou n'ont pas été capables de construire des avions de combat plus évolués en quantité suffisante pour faire face au nombre et à la qualité croissants des avions de combat américains,. » En conséquence, le Zero est le principal chasseur japonais de la marine impériale pendant la guerre, et sa fabrication atteint environ 10 500 unités.
En 1940, Claire Lee Chennault, chef de l'escadrille des Tigres volants (Flying tigers), écrit un rapport sur les performances du Zero. Toutefois, les analystes du Département de la Guerre des États-Unis le rejettent comme étant un « non-sens indigne », et concluent que les performances attribuées au Zero constituent une impossibilité aérodynamique. Selon l'as de l'aviation américain William Leonard, « [dans] ces premières rencontres […] nous avons appris la folie des combats contre [le] Zero ».
Pendant l'attaque de Pearl Harbor, neuf Zeros sont abattus. De ces épaves, les Alliés apprennent que le Zero n'a ni blindage ni réservoir de carburant auto-obturant mais peu de choses au sujet de ses capacités. Les caractéristiques de vol du Zero permettant de définir des tactiques pour le vaincre demeurent un mystère.
Avant la récupération du Zero d'Akutan, des informations techniques de trois autres appareils abattus sont à la disposition des Alliés. Un Zero avec le numéro de série 5349, piloté par Hajime Toyoshima, s'écrase sur l'île Melville en Australie après le bombardement de Darwin. L'avion est lourdement endommagé et Toyoshima devient le premier prisonnier de guerre japonais en Australie de la Seconde Guerre mondiale. Un autre Zero, piloté par Yoshimitsu Maeda, s'écrase près du cap Rodney en Nouvelle-Guinée. L'équipe envoyée pour récupérer l'avion commet une erreur quand elle découpe les ailes pour le transporter, endommageant les longerons des ailes et rendant la carcasse impossible à faire voler. Le troisième Zero vient de Chine, où Gerhard Neumann peut en reconstituer un utilisable grâce à une partie intacte d'un appareil capturé, de numéro de série 3372, récupéré en territoire chinois en association avec des pièces récupérées à partir d'autres appareils abattus. Toutefois, de mauvaises conditions météorologiques et un long délai de livraison de l'appareil venu de Chine empêchent celui-ci d'arriver aux États-Unis pour des tests avant que le Zero d'Akutan ne soit récupéré.

## Dernière mission de Tadayoshi Koga

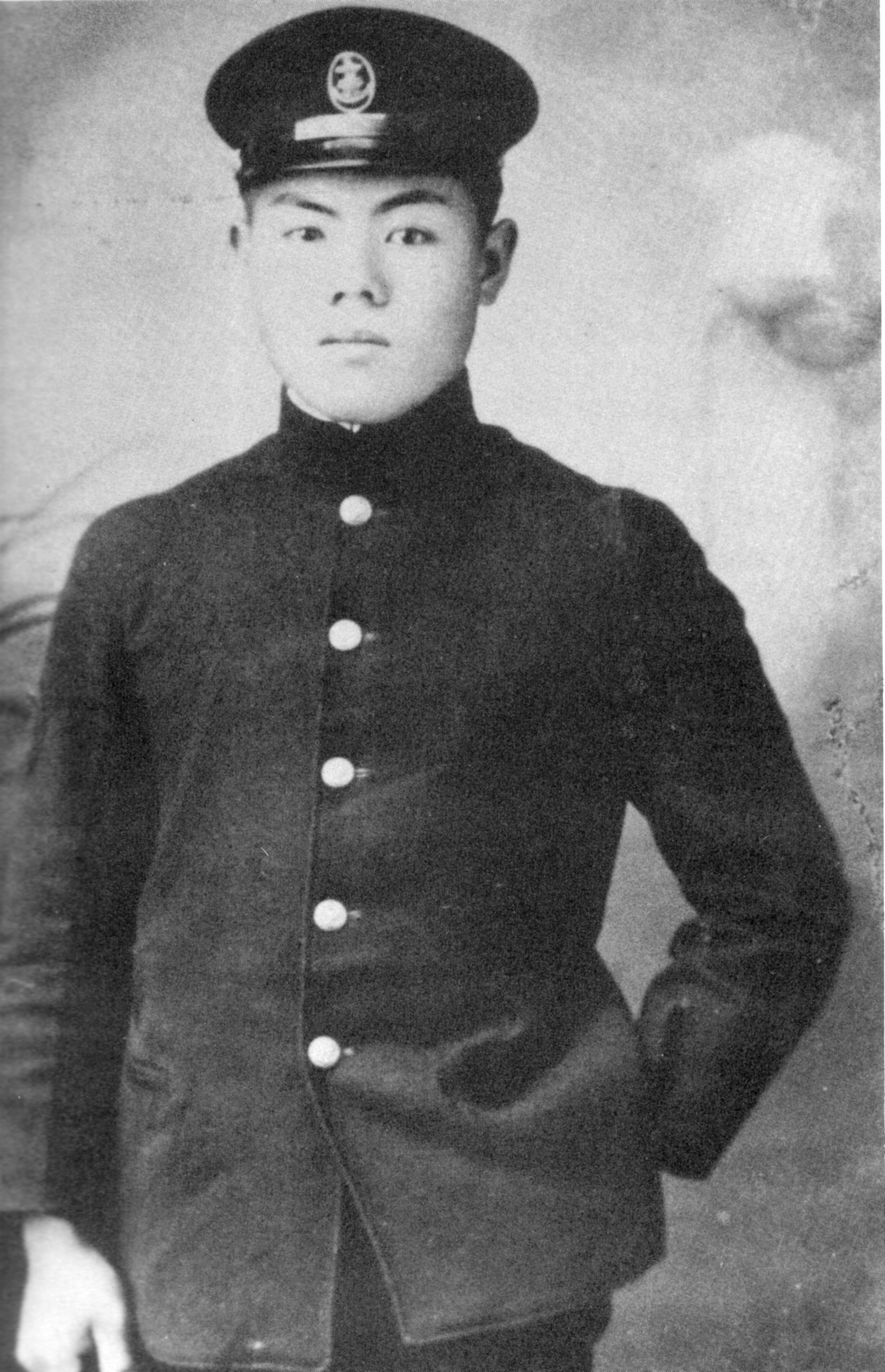
Tadayoshi Koga (1922–1942), pilote du Zero d'Akutan.

En juin 1942, dans le cadre des manœuvres japonaises pour la bataille de Midway, les Japonais attaquent les îles Aléoutiennes, au large de la côte sud de l'Alaska. Un groupe de combat comprenant les porte-avions Jun'yō et Ryūjō et commandé par l'amiral japonais Kakuji Kakuta bombarde la ville de Dutch Harbor, future Unalaska, sur l'île d'Unalaska, les 3 et 4 juin.
Tadayoshi Koga, un pilote sous-officier de 19 ans, s'envole du porte-avions japonais Ryūjō dans le cadre du raid du 4 juin. Koga fait partie d'une escadrille de trois avions, avec ses équipiers Makoto Endo et Tsuguo Shikada. Koga et ses camarades attaquent Dutch Harbor, abattant un hydravion américain Consolidated PBY Catalina piloté par Bud Mitchell et mitraillant ses survivants alors dans l'eau. Dans cette manœuvre, l'avion de Koga, numéro de série 4593, est endommagé par le tir d'armes légères.
Tsuguo Shikada, l'un des ailiers de Koga, publie en 1984 ses mémoires dans lesquelles il prétend que les dégâts de l'avion de Koga sont survenus lorsque l'escadrille attaquait deux hydravions américains ancrés dans la baie. Il omet toute mention du Consolidated PBY Catalina de Mitchell. Ces deux témoignages, américains et japonais, sont en contradiction car il n'y avait pas d'hydravions dans la baie le 4 juin. Cependant, le témoignage japonais correspond aux archives américaines de l'attaque contre Dutch Harbor de la veille. Rearden note dans son livre de 1995 : « Il semble probable que dans le demi-siècle [écoulé] après les événements, la mémoire de Shikada a confondu les raids du 3 et 4 juin… Il semble également probable que dans son témoignage, Shikada use de mémoire sélective en ne mentionnant pas la destruction [de l'hydravion de Mitchell] puis le mitraillage de l'équipage sur l'eau ».
L'origine du tir fatal sur l'avion de Koga n'est pas connue, bien que de nombreuses personnes aient affirmé en être les auteurs. Une photographie suggère fortement qu'il a été endommagé par un tir en provenance du sol. Les membres du 206e régiment d'artillerie côtière, futur 206e Field Artillery Regiment américain, qui avaient des canons antiaériens de trois pouces et des mitrailleuses de calibre .50 (12,7 mm) lors de la défense de Dutch Harbor, ont revendiqué la destruction de l'avion tout comme des équipages de navires de l’United States Navy qui étaient sur place. L'inspection de l'avion a révélé qu'il a été touché par des armes légères de calibre .50, voire plus petit, à la fois du dessus et du dessous,.

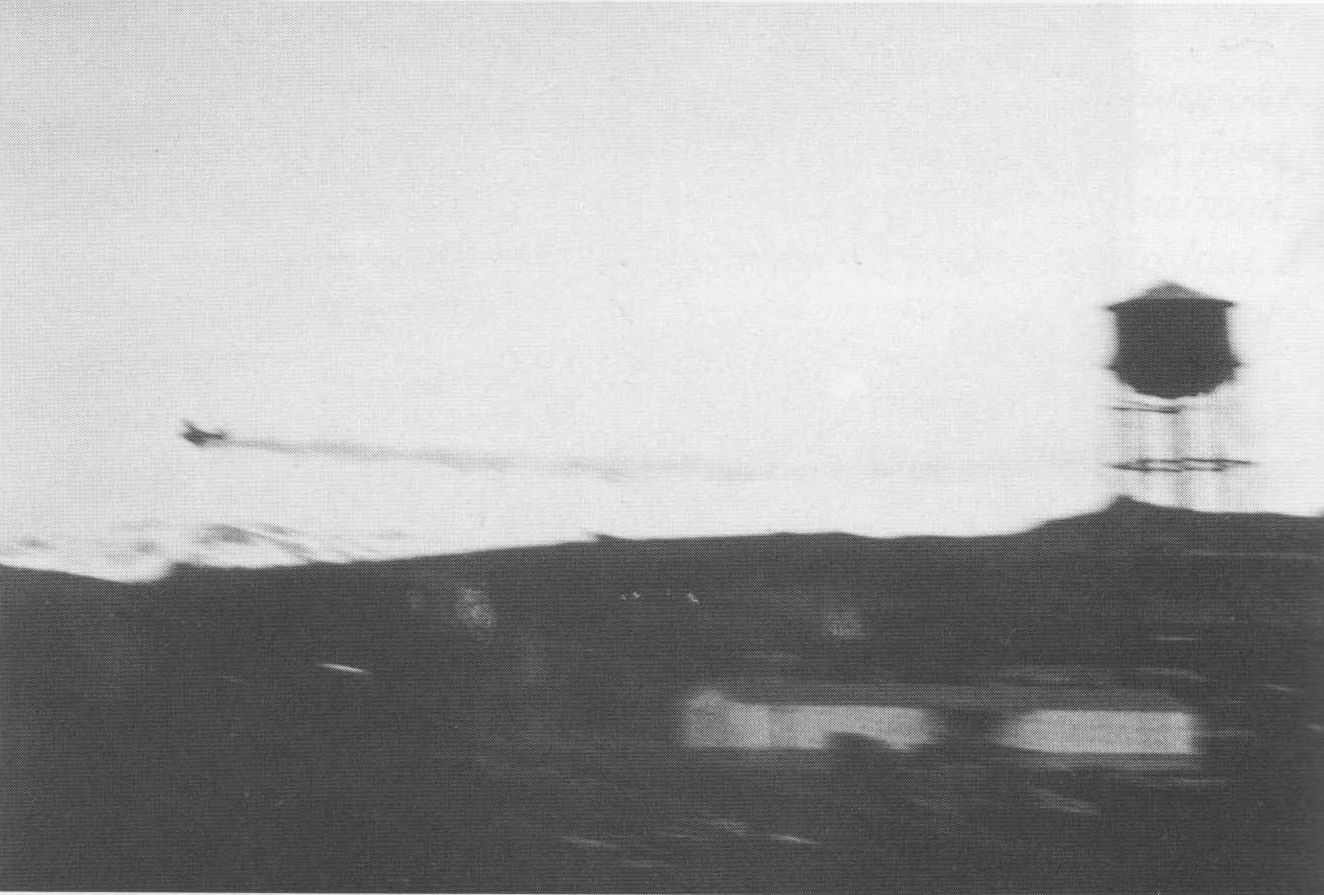
Le Zero piloté par Tadayoshi Koga lors de la bataille de Dutch Harbor. Dans cette image prise peu avant le crash, il fume.

Le coup fatal sectionne une conduite d'huile moteur, qui immédiatement commence à fuir, et Koga réduit alors sa vitesse pour permettre au moteur de durer aussi longtemps que possible.
Jim Rearden écrit que « Les trois Zeros s'étaient envolés pour l'île Akutan, à 25 miles à l'est de Dutch Harbor, qui avait été désignée [comme zone potentielle pour] des atterrissages d'urgence. En attente près de l'île se trouvait un sous-marin japonais avec pour instruction de récupérer les pilotes abattus. Sur Akutan, les trois Zeros [repérèrent] une zone plate herbeuse [dans l'intérieur de l'île]. Shikada pensait que le sol était ferme sous l'herbe, mais à son deuxième passage, il remarqua des [reflets signalant de] l'eau. Il réalisa que Koga devait faire un atterrissage sur le ventre. Mais, entretemps, Koga avait abaissé son train d'atterrissage et était presque arrivé au sol. »
Le train d'atterrissage de l'avion s'embourbe dans l'eau et la boue, provoquant le retournement de l'appareil. Bien que l'avion demeure intact à l'atterrissage en catastrophe, Koga meurt sur le coup, probablement d'une fracture du cou ou d'un coup à la tête. Les ailiers de Koga, qui tournent au-dessus de l'appareil, ont pour ordre de détruire tous les Zeros qui s'écrasent en territoire ennemi, mais, ne pouvant pas déterminer si Koga est encore en vie, ils ne peuvent se résoudre à mitrailler son avion. Ils décident ainsi de partir sans le détruire. Le sous-marin japonais stationnant près de l'île Akutan effectue une recherche de Koga en vain, avant d'être chassé par le destroyer USS Williamson.

## Récupération

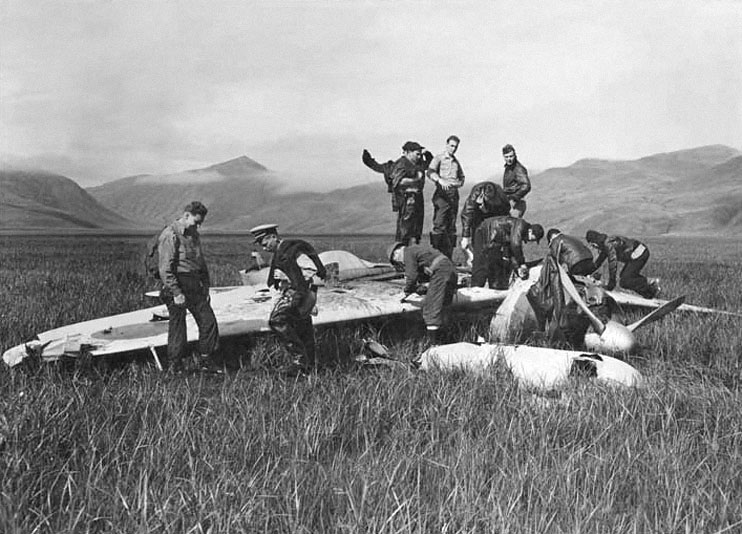
Militaires américains inspectant le Zero.

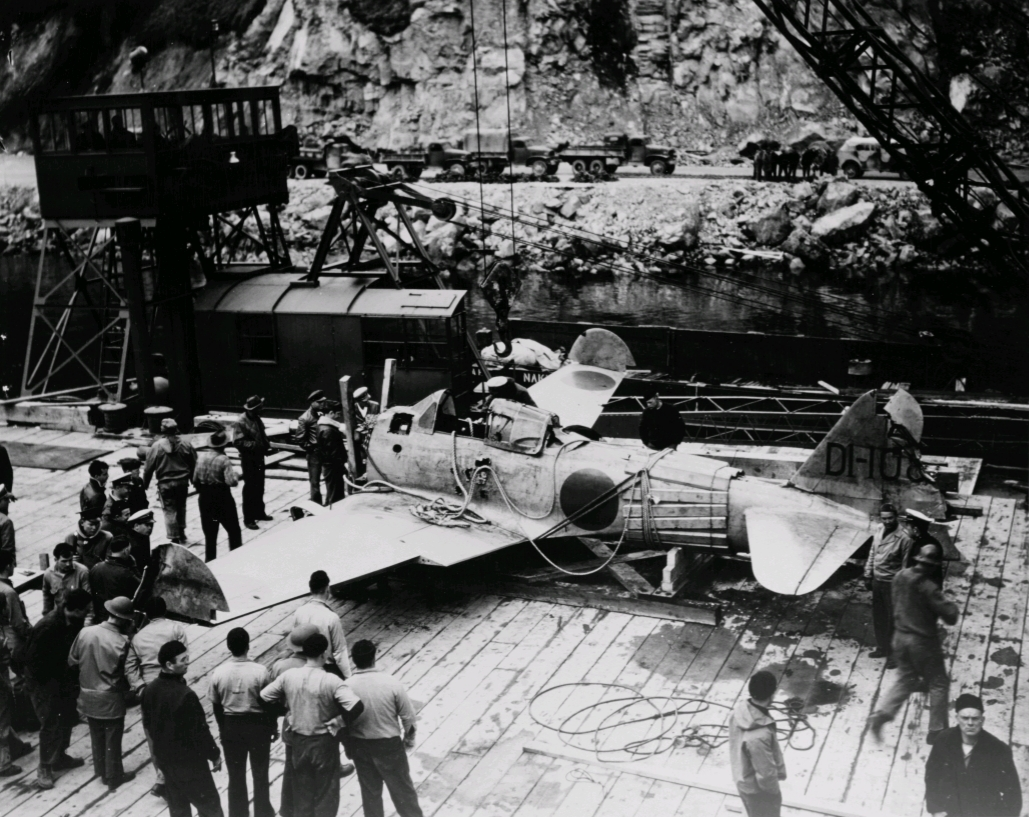
Le Zero chargé sur une barge avant son départ pour la Californie.

Le lieu de l'accident, hors des voies de vol standard, est invisible depuis un bateau. Il reste tel quel plus d'un mois. Le 10 juillet, un hydravion américain piloté par le lieutenant William « Bill » Thies repère l'épave. Thies patrouille alors en navigation à l'estime et est perdu. En repérant les îles Shumagin, il réoriente son avion et commence à revenir vers Dutch Harbor, passant par le trajet le plus direct, au-dessus de l'île Akutan. Le capitaine de l'avion, Albert Knack, repère alors l'épave de Koga. Thies fait le tour du site, notant sa position sur sa carte, et revient vers Dutch Harbor pour faire son rapport. Il convainc son commandant, Paul Foley, de le laisser retourner sur zone avec une équipe de secours. Le lendemain, l'équipe s'envole pour inspecter l'avion et le photographe de la marine Arthur W. Bauman prend des clichés pendant que l'équipe explore la carcasse.
Les hommes de l'équipe de Thies extraient le corps de Koga de l'avion en coupant les harnais de sécurité qui le maintiennent. Ils fouillent le corps dans l'espoir de trouver quelque chose de valeur pour le renseignement américain, puis enterrent sommairement Koga dans une fosse. Thies revient ensuite avec son équipe à Dutch Harbor, où il présente l'avion comme étant récupérable. Le lendemain, le 12 juillet, une équipe de récupération menée par le lieutenant Robert Kirmse est envoyée sur l'île Akutan. Cette équipe en profite pour donner à Koga une sépulture chrétienne dans un tertre voisin, puis s'attelle à la récupération de l'avion. Le manque d'équipement « lourd », qu’ils ne peuvent pas débarquer de leur navire à cause d'un problème technique, contrecarre leurs efforts. Le 15 juillet, une troisième équipe est envoyée sur la zone. Cette fois, avec du matériel lourd, l'équipe réussit à dégager le Zero de la boue et le transporte sur une barge à proximité, sans l'endommager plus qu'il ne l'est déjà. L'aéronef est ramené à Dutch Harbor, retourné dans le bon sens et nettoyé.
Le Zero d'Akutan est chargé dans l'USS St. Mihiel et transporté à Seattle, y arrivant le 1er août. De là, il est transporté par barge à la Naval Air Station North Island près de San Diego où les réparations sont soigneusement réalisées. Ces réparations « consistaient principalement à redresser la dérive, la gouverne, les saumons, les dispositifs hypersustentateurs et la verrière du cockpit. Les entretoises d'atterrissage arrachés avaient besoin de travaux de plus grande envergure. L'hélice tripale Sumitomo fut [remise en état] et réutilisée. » La cocarde rouge du Zero est repeinte avec l'insigne américain. L'avion est gardé sous la surveillance continue de la police militaire afin de dissuader les « chasseurs de souvenirs » d'endommager l'avion. Le Zero est rendu apte à voler de nouveau le 20 septembre.

## Analyse et étude

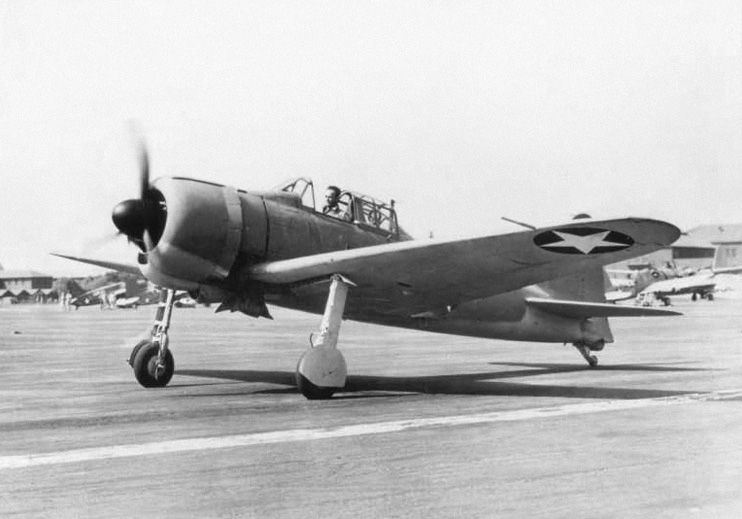
Le Zero d'Akutan à San Diego, restauré et repeint avec l'insigne de l'armée américaine.

Le 20 septembre 1942, le lieutenant commander Eddie R. Sanders fait le premier vol d'essai du Zero d'Akutan. Il réalise en tout 24 vols d'essai entre le 20 septembre et le 15 octobre.
Sanders dit à propos du Zero d'Akutan : « Ces vols d'essai [permirent de tester] les performances [de l'avion de manière similaire aux tests] de la marine que nous réalisons [habituellement]. Le tout premier vol mit en évidence des faiblesses du Zero que nos pilotes ont pu exploiter avec des tactiques appropriées… […] immédiatement apparent [au pilote d'essai] était le fait que les ailerons se rigidifiaient à des vitesses supérieures à 200 nœuds [provoquant une lenteur] des manœuvres à ces vitesses et le besoin [d'utiliser] beaucoup de force sur le manche. [L'avion] tournait à gauche beaucoup plus facilement qu'à droite. De plus, son moteur se coupait [lorsque] l'accélération [était] négative en raison de [la conception de] son carburateur. Nous avons maintenant la réponse pour nos pilotes qui ont été déjoués et incapables d'échapper à une poursuite de Zero : [réaliser] une plongée verticale [en] utilisant de l'accélération négative si possible [… pour] que le moteur du Zero [soit] arrêté par l'accélération. À environ 200 nœuds, tourner serré à droite avant que le pilote du Zero n'ait [son adversaire dans sa ligne de mire]. »
Dans les vols d'essai suivants, le directeur de la Naval Support Facility Anacostia, Frederick Trapnell, vole sur le Zero et Sanders pilote simultanément des avions américains dans une série de manœuvres identiques. À la suite de celles-ci, le pilote d'essai Melville Hoffman effectue des tests d'actions rapides similaires à celles faites en combat. Le Zero est ensuite transféré de la Naval Air Station North Island à l'Anacostia Naval Air Station. En 1944, il est rappelé à North Island pour être utilisé comme avion d'entraînement à destination des pilotes envoyés dans le théâtre des opérations du Pacifique. Un modèle 52 de Zero, capturé lors de la libération de Guam, est également utilisé à cette fin.
Les données et conclusions des tests sont publiées dans plusieurs documents : Informational Intelligence Summary 59, Technical Aviation Intelligence Brief #3, Tactical and Technical Trends #5 (publié avant le premier test en vol) et Informational Intelligence Summary 85. Ces résultats tendent cependant à sous-estimer les capacités du Zero.

## Conséquences

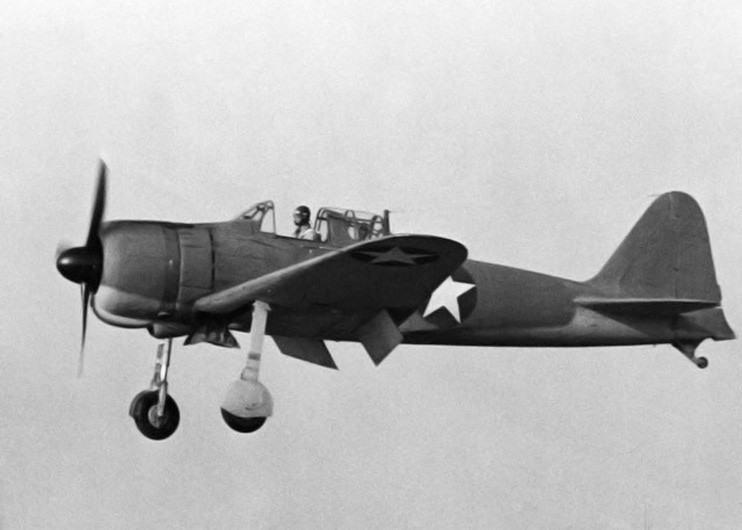
Le Zero d'Akutan en vol.

Alors que plusieurs sources indiquent que les informations recueillies après la capture du Zero d'Akutan sont utilisées pour concevoir le Grumman F6F Hellcat, l'avion de combat embarqué américain qui a succédé au Grumman F4F Wildcat,, il apparaît que le Hellcat est déjà conçu et un modèle de test existe avant la découverte du Zero d'Akutan. La première production du F6F Hellcat est effectuée le 4 octobre 1942, soit deux semaines après les essais en vol pour la marine du Zero. Bien que ces tests n'aient pas d'influence sur la conception du Hellcat, ils informent quant aux caractéristiques de manœuvre du Zero, y compris ses limites lorsqu'il tourne à droite et en plongée. Cette information, ainsi que les capacités améliorées du Hellcat, aident les pilotes américains à « faire pencher la balance dans le Pacifique ». Les as américains Kenneth A. Walsh et R. Robert Porter, entre autres, affirment que les tactiques issues de ces connaissances leur ont sauvé la vie. James Sargent Russell, qui commande l'escadron qui découvre le Zero et qui atteint plus tard le grade de vice-amiral, note que l'appareil de Koga est d'une « importance historique considérable ». William Leonard ajoute que « la capture de Zero est un trésor. À ma connaissance, aucune autre machine capturée n'a jamais délivré tant de secrets à un moment où le besoin a été si grand ».

## Controverses

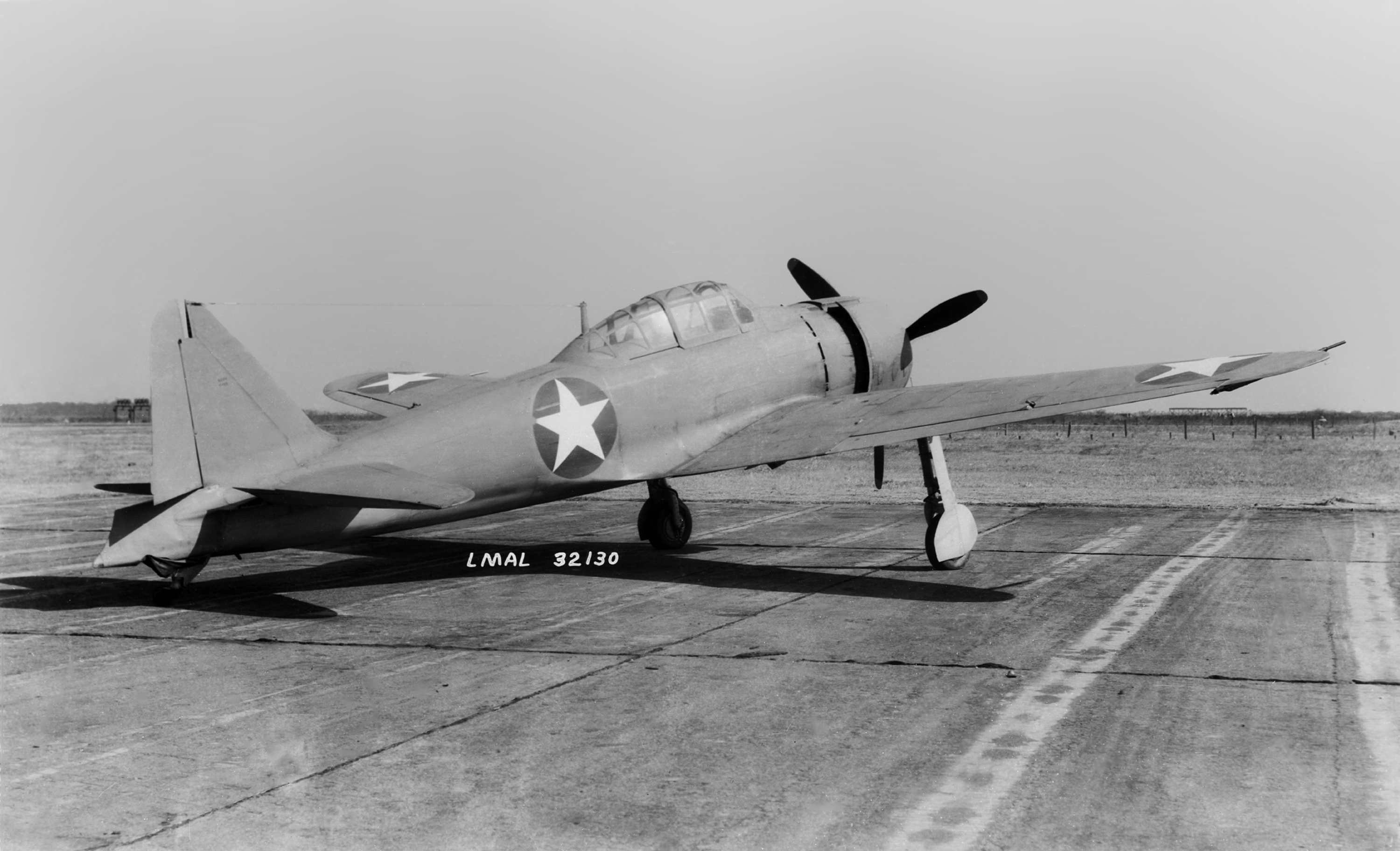
Le Zero d'Akutan au sol.

Certains historiens contestent la mesure dans laquelle le Zero d'Akutan a influencé l'issue de la guerre aérienne dans le Pacifique. Par exemple, la « Thach Weave », une tactique créée par John Thach et utilisée avec succès par les aviateurs américains contre les Zero, est conçue par ce dernier avant l'attaque de Pearl Harbor, sur la base des rapports de renseignements sur le rendement du Zero en Chine.
L'historien John B. Lundstrom écrit : « La capture et les essais en vol du Zero de Koga sont généralement décrits comme un coup énorme pour les Alliés car il a révélé les secrets de cet avion mystérieux et conduit directement à sa chute. Selon ce point de vue, c'est alors seulement après que les pilotes alliés ont appris à composer avec leurs agiles adversaires. Les Japonais ne pouvaient pas être plus d'accord… Pourtant, les pilotes de la marine qui ont combattu le Zero aux batailles de la mer de Corail, Midway et Guadalcanal sans le bénéfice des rapports des tests auraient une opinion différente avec l'affirmation selon laquelle c'est la dissection du Zero de Koga qui a permis de créer des tactiques qui ont battu l'avion légendaire. Pour eux, le Zero ne resta pas longtemps un avion mystère. Le mot circula rapidement parmi les pilotes de combat de ses attributs particuliers. En effet, le 6 octobre, tout en testant le Zero, [le pilote d'essai du Zero d'Akutan Frederick Trapnell] fait une déclaration très révélatrice : « L'impression générale de l'avion est exactement comme à l'origine signalée par le renseignement, y compris la performance ». »

## Sort de l'avion et du corps du pilote
Le Zero d'Akutan est détruit lors d'un accident d'entraînement en février 1945. Alors que le Zero roule pour se préparer à un décollage, un pilote de Curtiss SB2C Helldiver perd le contrôle de son appareil et les deux avions se percutent. L'hélice du Helldiver découpe le Zero, non blindé, en morceaux. De l'épave, William N. Leonard récupère plusieurs jauges dont il fait don à l’U.S. Navy Museum. L’Alaska Aviation Heritage Museum et le National Air and Space Museum détiennent également des morceaux du Zero.
Lors d'une tentative pour rapatrier le corps de Koga, l'auteur américain Jim Rearden conduit une recherche sur l'île Akutan en 1988. Il trouve la tombe de Koga, mais elle se révèle vide. Rearden et l'homme d'affaires japonais Minoru Kawamoto effectuent une recherche dans les archives et constatent que le corps de Koga a été exhumé en 1947 par une équipe américaine du service mortuaire de l'armée et ré-enterré sur l'île Adak, également dans les îles Aléoutiennes. L'équipe, qui ne connaît pas l'identité de Koga, déclare son corps comme non identifié. Le cimetière Adak est fouillé en 1953 et 236 corps sont rendus au Japon. Le corps enterré à côté de Koga, Shigeyoshi Shindo, est l'un des treize identifiés alors que les 223 autres dépouilles non identifiées sont enterrées de nouveau dans le cimetière national de Chidorigafuchi au Japon. Il est probable que Koga soit l'un d'entre eux. Rearden, sur la base de ses recherches, écrivit plus tard un livre sur le Zero d'Akutan, Koga's Zero: The Fighter That Changed World War II (1995).